# اتحاد آب و برق آمریکای شمالی
اتحاد آب و برق آمریکای شمالی؛ که به اختصار NAWAPTA نیز نامیده می‌شود، برگرفته از نام نهاد حاکم پیشنهادی، سازمان پیمان آب و برق آمریکای شمالی) یک طرح پیشنهادی برای مدیریت آب قاره‌ای بود که در دهه ۱۹۵۰ توسط سپاه مهندسان ارتش ایالات متحده آمریکا مطرح شد. برنامه‌ریزان، انتقال آب از برخی رودخانه‌ها در جنوب آلاسکا به کانادا از طریق درازگودال کوه‌های راکی و مسیرهای دیگر به ایالات متحده را در نظر داشتند که مستلزم ۳۶۹ پروژه ساختمانی جداگانه بود. این آب از شمال مونتانا وارد خاک آمریکا می‌شود. در آنجا، به سرچشمه‌های رودخانه‌هایی مانند کلرادو و یلوستون منحرف می‌شود. اجرای NAWAPA از دهه ۱۹۷۰ به دلیل مجموعه‌ای از مسائل زیست‌محیطی، اقتصادی و دیپلماتیک مطرح‌شده توسط این پیشنهاد، به‌طور جدی مورد توجه قرار نگرفته است. مورخ غربی، ویلیام دی‌بایس، نوشت: «ناوپا قربانی خودبزرگ‌بینی خود شد.»

## طرح
طرح فنی و اقتصادی این طرح در سال ۱۹۶۴ توسط شرکت پارسونز پاسادنا، کالیفرنیا، تهیه شد. کل هزینه در سال ۱۹۷۵، ۱۰۰ میلیارد دلار تخمین زده شد که از نظر هزینه با سیستم بزرگراه‌های بین ایالتی قابل مقایسه است.

### مدیریت آب
طرح پارسونز، آب را از سیستم‌های رودخانه یوکان، لیارد و پیس به نیمه جنوبی گودال کوه‌های راکی منحرف می‌کند که در یک سد عظیم ۵۰۰ مایل (۸۰۵ کیلومتر) ساخته خواهد شد. مخزنی به طول. بخشی از آب به سمت شرق و از طریق مرکز کانادا فرستاده می‌شود تا یک آبراه قابل کشتیرانی ایجاد کند که آلبرتا را به دریاچه‌های بزرگ متصل می‌کند و مزیت دیگر آن تثبیت سطح آب دریاچه‌های بزرگ است. بقیه آب از طریق شمال مونتانا وارد ایالات متحده می‌شود و جریان اضافی را به سیستم‌های رودخانه‌ای کلمبیا و میسوری - می‌سی‌سی‌پی فراهم می‌کند و از طریق بالابرهای دندانه اره‌ای در آیداهو بر فراز کوه‌های راکی پمپ می‌شود. از آنجا، از طریق قنات‌ها به سمت جنوب و به سیستم‌های رودخانه کلرادو و ریو گراند می‌ریخت. بخشی از این آب به انتهای جنوبی کوه‌های راکی در نیومکزیکو فرستاده شده و به سمت شمال به دشت‌های مرتفع پمپاژ می‌شود و سفره آب زیرزمینی اوگالالا را تثبیت می‌کند. در همین حال، افزایش جریان رودخانه کلرادو به مکزیک وارد می‌شود و امکان توسعه بیشتر کشاورزی در باخا کالیفرنیا و سونورا را فراهم می‌کند.
این پروژه ۷۵ میلیون جریب فوت (۹۳ کیلومتر مکعب) را فراهم می‌کند آب به مناطق کم‌آب در قاره آمریکای شمالی، از جمله کانادا و ایالات متحده، و همچنین آب آبیاری برای مکزیک، که پارسونز ادعا می‌کرد آب کافی برای احیای ۷ یا ۸ برابر زمینی که مصر با سد بلند آسوان احیا کرد، دریافت خواهد کرد. این امر باعث افزایش جریان آب در رودخانه‌های میسوری و می‌سی‌سی‌پی علیا در دوره‌های کم‌آبی، افزایش تولید برق آبی در امتداد رودخانه کلمبیا و تثبیت سطح آب در دریاچه‌های بزرگ می‌شود. پارسونز در ابتدا استفاده از انفجارهای هسته‌ای صلح‌آمیز را برای حفر ترانشه‌ها و مخازن ذخیره آب زیرزمینی برای این سیستم پیشنهاد داد.

### تولید برق
این پروژه مقدار زیادی برق از تعدادی از تأسیسات برق آبی و هسته‌ای تولید خواهد کرد (که دومی برای تأمین انرژی چندین ایستگاه پمپاژ مورد نیاز برای انتقال آب در سراسر قاره مورد نیاز خواهد بود). مسئله تولید برق جنجال‌هایی را ایجاد کرد، به طوری که برخی از مفسران مانند مارک رایزنر استدلال می‌کردند که این طرح مصرف‌کننده خالص انرژی خواهد بود، در حالی که دیگران پس از تأمین نیازهای پمپاژ، سود خالص ۶۰ تا ۸۰ میلیون کیلووات را تخمین زدند.

### حمل و نقل
این طرح به‌طور بالقوه شامل یک آبراه قابل کشتیرانی در کانادا از آلبرتا تا دریاچه سوپریور می‌شد که کانال بین قاره‌ای نامیده می‌شد. این کانال علاوه بر افزایش دسترسی به آب، مشکلات آلودگی آب را نیز برطرف خواهد کرد.

## تأثیرات زیست‌محیطی
مهندسی این پروژه و ایجاد تعداد زیادی مخزن جدید - که بسیاری از آنها در مناطق بکر تعیین‌شده قرار داشتند - می‌توانست مناطق وسیعی از زیستگاه‌های حیات وحش در کانادا و غرب آمریکا را نابود کند و مستلزم جابجایی صدها هزار نفر - از جمله کل شهر پرنس جورج، بریتیش کلمبیا - باشد. تعدادی از رودخانه‌های وحشی و خوش‌منظره که توسط دولت فدرال در آیداهو و مونتانا تعیین شده‌اند، از جمله رودخانه‌های سالمون، لوچسا، کلیرواتر، یلوستون و بیگ هول، زیر مخازن آب غرق خواهند شد. میزان برق مورد نیاز برای پمپاژ آب از روی کوه‌های راکی، مستلزم ساخت شش نیروگاه هسته‌ای است. همچنین پیامدهای منفی قابل توجهی برای مسیرهای صید ماهی آزاد اقیانوس آرام در بسیاری از رودخانه‌های آلاسکا و کانادا پیش‌بینی شده بود که با ایجاد سد و تغییر مسیر، جریان آنها کاهش می‌یابد. لونا لئوپولد، متخصص حفاظت از محیط زیست و استاد هیدرولوژی در دانشگاه کالیفرنیا، برکلی، در مورد NAWAPA گفت: «خسارت زیست‌محیطی که توسط آن چیز لعنتی ایجاد می‌شود، حتی قابل توصیف نیست. این پروژه به اندازه تمام سدسازی‌هایی که در صد سال گذشته انجام داده‌ایم، آسیب خواهد رساند.»

## پذیرش
طرح ناواپا (NAWAPA) در ابتدا حمایت برخی از چهره‌های سیاسی غربی را به دست آورد، که وعده افزایش منابع آب توسط این طرح را کلید رشد مداوم در غرب ایالات متحده می‌دانستند. در سال ۱۹۶۶، جیم رایت، نماینده کنگره، در کتاب خود با عنوان «قحطی آب در راه است» نوشت: «اگر شجاعت و دوراندیشی لازم برای درک NAWAPA را داشته باشیم، این طرح تقریباً پتانسیل بی‌حد و مرزی دارد.» در سال ۱۹۶۷، سناتور فرانک ماس از یوتا کتاب «بحران آب» را نوشت و در آن NAWAPA را جامع‌ترین پیشنهاد انحراف آب برای حل مشکلات تأمین و آلودگی نامید. (ماس بعداً توسط شرکت پارسونز استخدام و به عنوان لابی‌گر حفظ شد) مایک آنتونوویچ، سرپرست شهرستان لس‌آنجلس، از لس‌آنجلس خواست تا از این طرح حمایت کند. سپاه مهندسان این پروژه را در دهه‌های ۱۹۵۰ و ۱۹۶۰ بررسی کرد، اما هیچ پیشنهاد رسمی هرگز ارائه نشد. از لستر پیرسون، نخست‌وزیر کانادا، نقل شده است که در سال ۱۹۶۶ در مورد این طرح گفته بود: «این می‌تواند یکی از مهم‌ترین تحولات در تاریخ ما باشد.»
در دهه ۱۹۷۰، این طرح با مخالفت شدید تعدادی از گروه‌های مختلف در دو سوی مرز مواجه شد که دلیل آن نگرانی‌هایی در مورد هزینه‌های مالی و زیست‌محیطی آن و پیامدهای بین‌المللی صادرات آب کانادا بود. جنبش زیست‌محیطی که این طرح را به عنوان «ضدمسیح هیدرولوژیکی» می‌دید، در اوایل دهه ۱۹۷۰ شتاب گرفت و نقش عمده‌ای در توقف این پروژه ایفا کرد. استوارت اودال، پس از ابراز حمایت اولیه از NAWAPA به عنوان وزیر کشور در دهه ۱۹۶۰، پس از ترک سمت خود، علناً این طرح را به سخره گرفت. این پروژه با مخالفت افکار عمومی در کانادا مواجه شد، اگرچه سایمون رایزمن، سرمایه‌گذار کانادایی که مذاکره‌کننده توافقنامه تجارت آزاد، پیش‌ساز توافقنامه تجارت آزاد آمریکای شمالی، بود، یکی از حامیان و مروجان اصلی آن بود. با این وجود، موضع کانادا در مورد تجارت آزاد، صادرات آب را معاف کرد، تا حدی به‌طور خاص برای جلوگیری از هرگونه تلاش برای تکمیل پروژه مورد علاقه دیرینه رایزمن. بنیاد NAWAPA که پارسونز برای ترویج این طرح تأسیس کرده بود، در سال ۱۹۹۰ تعطیل شد.
مارک رایزنر، نویسنده محیط زیست، در کتاب «کادیلاک دزرت» خاطرنشان کرد که این طرح «شکوهی وحشیانه» و «تخریبی بی‌سابقه» داشت. مورخ تد استاینبرگ اظهار داشت که NAWAPA «تکبر محض و جاه‌طلبی‌های امپریالیستی غرب هیدرولیک مدرن» را خلاصه می‌کند و افزایش هزینه‌ها و ظهور جنبش محیط زیست را عامل نابودی این ایده می‌داند. یکی از نویسندگان آن را «عجیب‌ترین طرح توسعه آب که در ۵۰ سال گذشته پدیدار شده است» نامید.
از سال ۱۹۸۲، تلاش‌هایی برای احیای این طرح صورت گرفت، از جمله توسط مهندس پارسونز، رولند کلی، که گزارشی با عنوان «طرح NAWAPA می‌تواند کارساز باشد» نوشت. جنبش لاروش از این پروژه حمایت کرده و در سال ۱۹۸۲ و دوباره در سال ۲۰۱۰ تلاش‌هایی برای احیای NAWAPA انجام داده است.